# Olivetti Lettera 32
La Lettera 32 è una macchina per scrivere portatile prodotta dalla Olivetti e commercializzata a partire dal 1963.
Progettata dall' ingegner Adriano Menicanti, sotto la guida di Natale Cappellaro, la carrozzeria fu opera dell'architetto e designer Marcello Nizzoli e ideata come erede della Lettera 22, la 32 fu molto popolare tra giornalisti e studenti ed ebbe un grande successo commerciale in tutto il mondo.

## Contesto
Con una dimensione di 35 cm di base per 34 cm di profondità e un'altezza di circa 10 cm (che divengono circa 12 cm con la leva dell'interlinea in posizione di lavoro), la Lettera 32 per i canoni dell'epoca era assai adatta al trasporto; anche il peso (di poco più di 5,5 kg) era funzionale in tal senso.
La lettera 32 ottenne un enorme successo, più del modello che l'aveva preceduta, e nelle sue varie versioni fu prodotta in Italia a Ivrea, in Messico e in Jugoslavia. La sua base meccanica fu utilizzata per produrre anche i modelli della Olivetti Dora, Olivetti Lettera DL, Olivetti Valentine, ma anche le sorelle Olivetti Lettera 25 e Olivetti Lettera 35.

## Meccanica

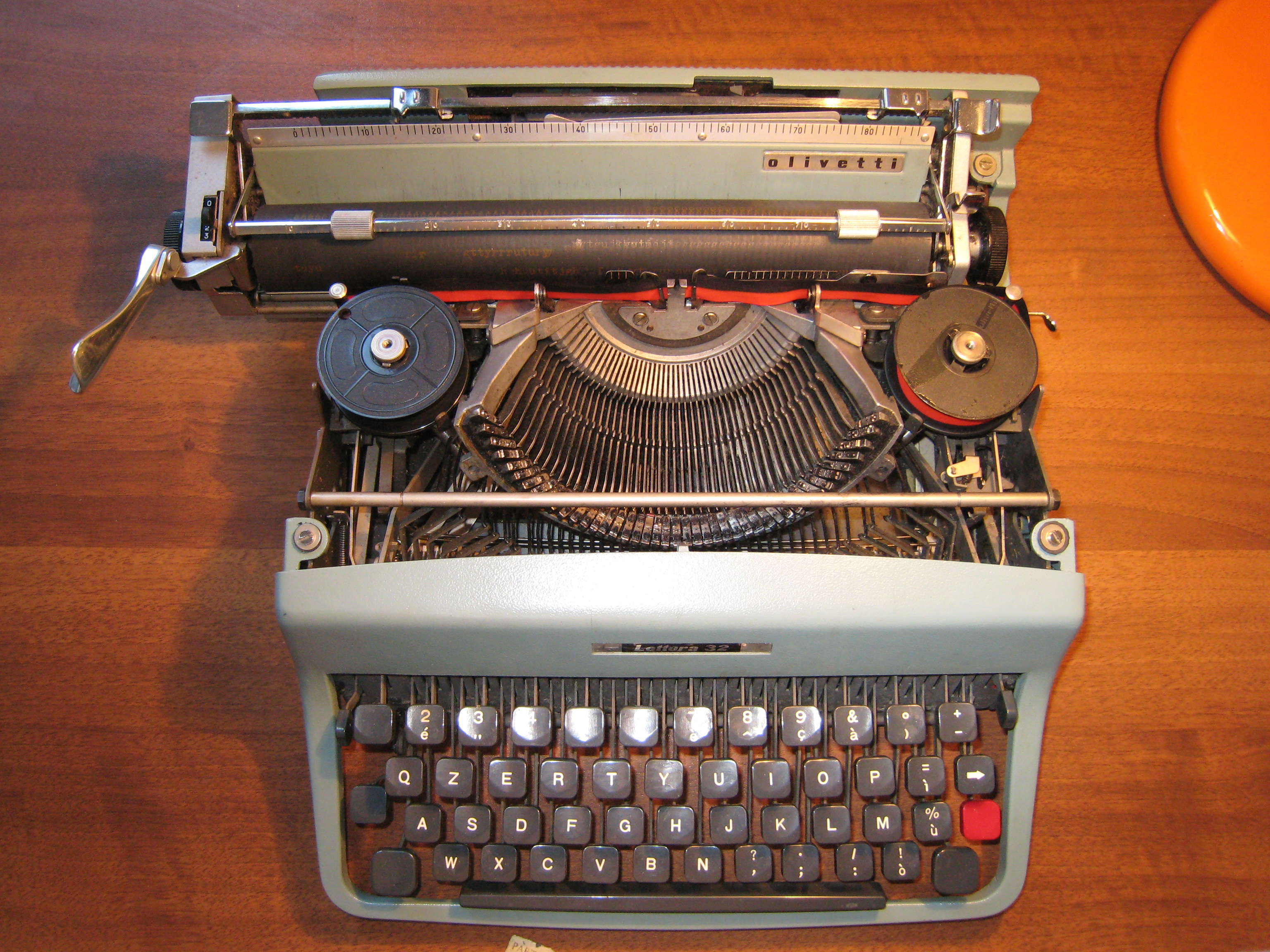
Una Lettera 32 priva di coperchio, dove è ben visibile la meccanica interna

La lettera 32 è una macchina per scrivere con leve di scrittura a pressione. Ogni volta che viene premuto un tasto di scrittura il martelletto corrispondente, tramite il meccanismo cinematico, va a battere sul nastro con inchiostro rosso o nero, dietro al quale sta il foglio di carta sul quale viene così impresso il simbolo corrispondente. Una levetta situata in alto a destra della tastiera può essere usata per controllare la posizione del nastro e selezionare la stampa in colore nero, rosso o senza inchiostro (in caso di copie con la carta carbone o per la preparazione di matrici a inchiostro per il ciclostile). Il nastro si avvolge a ogni pressione dei tasti e cambia automaticamente direzione di avvolgimento quando è terminato in uno dei due rocchetti nei quali è avvolto. Due sensori meccanici posti vicino a ogni rocchetto si spostano quando il nastro si tende (ciò indica che sta finendo) e invertono la sua direzione di avvolgimento.

## Tastiera

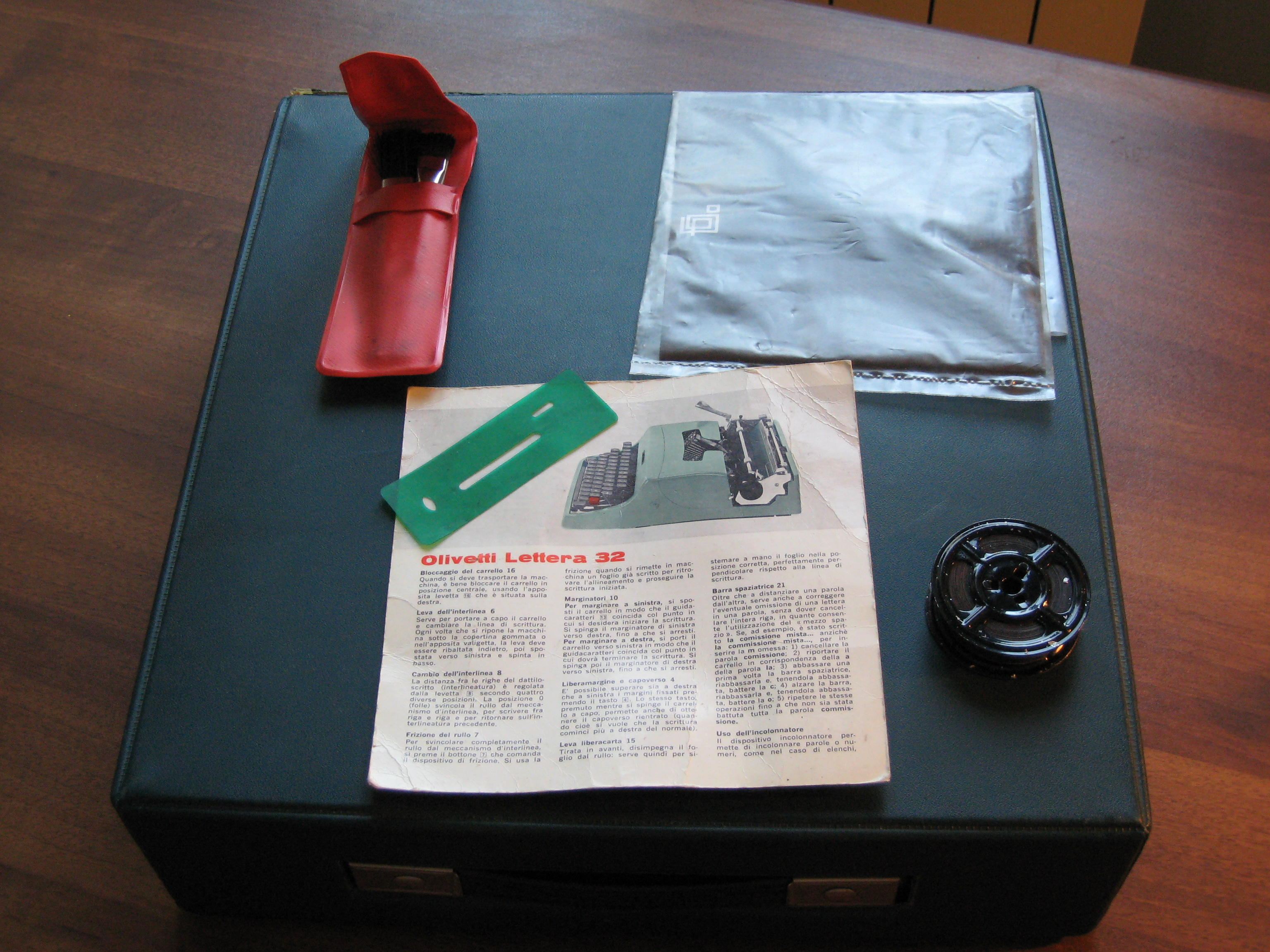
Custodia da trasporto della Lettera 32, capottina, pennelli per pulire i caratteri, mascherina per cancellature e nastro di ricambio

La versione italiana della macchina utilizza il layout QZERTY, anche se sono state prodotte versioni con disposizioni differenti di tasti a seconda della lingua a cui erano rivolte. I tasti alfanumerici sono 43 per un totale di 86 simboli. Oltre a questi, la tastiera include una barra spaziatrice, due tasti per impostare le lettere maiuscole, un tasto di blocco delle maiuscole, una levetta per poter oltrepassare i margini impostati, un tasto per retrocedere di un carattere, una levetta per impostare le tabulazioni e un tasto (rosso) per passare da una tabulazione all'altra.
L'insieme dei caratteri a disposizione ha evidenti mancanze: non è presente il tasto col numero 1 che si ottiene utilizzando la lettera l (elle) minuscola oppure la I (i) maiuscola; allo stesso modo non è presente lo zero, che si ottiene digitando la O (o) maiuscola; mancano inoltre i tasti per le vocali accentate maiuscole usate nella lingua italiana, che andavano sostituite dalle lettere normali seguite dall'apostrofo. Questa tipologia di soluzioni era piuttosto comune nelle macchine per scrivere dell'epoca.

## Utilizzatori celebri
- Oriana Fallaci, giornalista[5][6]
- Indro Montanelli: uno dei più grandi giornalisti italiani del Novecento, ha scritto una cinquantina di libri e migliaia di articoli usando esclusivamente macchine da scrivere Olivetti, tra cui la Olivetti Lettera 32.
- Cormac McCarthy: scrittore statunitense vincitore del premio Pulitzer nel 2007, ha usato la Olivetti Lettera 32 per oltre 50 anni, scrivendo quasi tutti i suoi libri con questo modello. Nel 2009 ha deciso di venderla all’asta, devolvendo il ricavato in beneficenza, ottenendo circa 254500 $.
- Angela Giussani: ideatrice del personaggio famoso dei fumetti Diabolik, primo fumetto formato tascabile italiano. La Olivetti Lettera 32 è stata utilizzata per redigere i testi delle storie del noto fumetto.
- Antonello Falqui: il re del Varietà televisivo italiano (da "Studio 1" a "Teatro 10", da "Milleluci" a "Il ribaltone") ha scritto i copioni dei suoi celebri spettacoli, proprio con la Olivetti Lettera 32. L'esemplare utilizzato dal regista è stato messo all'asta nel mese di maggio 2024 e acquistato da un dipendente Rai.